# Chris Wheeler
Christopher James „Chris“ Wheeler (* 26. Juli 1914 in Woodend, Victoria; † 13. November 1984 in Oak Park, Victoria) war ein australischer Radrennfahrer.

## Sportliche Laufbahn
Wheeler war im Straßenradsport aktiv. 1936 startete er bei den Olympischen Sommerspielen in Berlin. Im olympischen Straßenrennen kam er nicht ins Ziel. Über sein weiteres Leben und seine sportlichen Erfolge ist nichts bekannt.